# アンソニー・モロー
アンソニー・モロー（Anthony Jarrad Morrow、1985年9月27日 - ）は、アメリカ合衆国・ノースカロライナ州シャーロット出身のプロバスケットボール選手。NBAのポートランド・トレイルブレイザーズに所属している。ポジションはシューティングガード。

## 経歴
ジョージア工科大学で4年間プレーしたモローだったが、2008年のNBAドラフトではとのチームからも指名を受けることが出来ず、ウクライナのチームでプレーする予定だったが、NBAサマーリーグでゴールデンステート・ウォリアーズの一員として参加し。そこで首脳陣に好印象を受け、選手契約を勝ち取る。ルーキーシーズンの2008-09シーズンは、46.7%の3ポイントシュートの成功率を記録し、リーグ1位に耀いた。因みにルーキー選手の同部門の1位選手は、長いNBAの歴史の中でもモローだけしかいない。
2010年8月、ニュージャージー・ネッツに移籍。
2012年7月、ジョー・ジョンソンが絡んだ大型トレードでアトランタ・ホークスに移籍も、不調に陥り、翌年2月にダラス・マーベリックスに放出された。
2013年7月ニューオーリンズ・ペリカンズと契約。
2014年7月、オクラホマシティ・サンダーと3年1000万ドルで契約した。
2017年2月23日、大型トレードでシカゴ・ブルズに移籍した。

## プレースタイル
NBAでも屈指の3ポイントシュートの名手として知られている。成功率は毎年40%を越えるなど、常に安定した成功率を誇る。平均得点はさほど高くはないが、相手側には脅威を与える名シューターである。